# Стоян Цанев
Стоян Цанев Цанев е български художник – график и живописец. Занимава се също така и с керамика.

## Биография
Роден е през 1946 г. в Бургас. През 1973 г. завършва специалност живопис във варшавската Академия за изящни изкуства в класа на Анджей Руджински. Награден е от полското културно министерство. От същата година взема участие в представителните изложби в чужбина на Съюза на българските художници. Твори в областите кавалетна графика, живопис и малка пластика. Автор е и на екслибриси за поетите Недялко Йорданов, Христо Фотев и за изтъкнатия бургаски художник Георги Баев.
За творчеството си Цанев е удостоен с множество престижни български и международни отличия, между които награда за графика на СБХ на името на Веселин Стайков през 1979 и 1988 година, наградата на Международното биенале на графиката във Варна през 1989 г., награда на Биеналето за хумор и сатира, организирано от Дом на хумора и сатирата – Габрово. През 2007 година получава най-голямата българска награда за живопис – „Захарий Зограф“ и организира изложба в Самоков.
Платна на Стоян Цанев са притежание на Националната художествена галерия, Софийската градска художествена галерия; художествените галерии в Бургас, Варна, Добрич, Силистра, Сливен, Пловдив, Велико Търново, Стара Загора, Русе, както и музейни и частни колекции по цял свят.
Живее и работи в бургаското село Лъка.
Умира на 5 февруари 2019 г. в родния си град.